# Le Val-Saint-Germain
Le Val-Saint-Germain és un municipi francès, situat al departament de l'Essonne i a la regió de Illa de França. L'any 2007 tenia 1.457 habitants.
Forma part del cantó de Dourdan, del districte d'Étampes i de la Comunitat de comunes Le Dourdannais en Hurepoix.

## Demografia

### Població
El 2007 la població de fet de Le Val-Saint-Germain era de 1.457 persones. Hi havia 516 famílies, de les quals 80 eren unipersonals (44 homes vivint sols i 36 dones vivint soles), 160 parelles sense fills, 240 parelles amb fills i 36 famílies monoparentals amb fills.
La població ha evolucionat segons el següent gràfic:
Habitants censats

### Habitatges
El 2007 hi havia 575 habitatges, 519 eren l'habitatge principal de la família, 38 eren segones residències i 18 estaven desocupats. 556 eren cases i 19 eren apartaments. Dels 519 habitatges principals, 461 estaven ocupats pels seus propietaris, 49 estaven llogats i ocupats pels llogaters i 9 estaven cedits a títol gratuït; 5 tenien una cambra, 19 en tenien dues, 54 en tenien tres, 96 en tenien quatre i 345 en tenien cinc o més. 436 habitatges disposaven pel capbaix d'una plaça de pàrquing. A 156 habitatges hi havia un automòbil i a 345 n'hi havia dos o més.

### Piràmide de població
La piràmide de població per edats i sexe el 2009 era:
| Homes | Edats   | Dones |
| ----- | ------- | ----- |
| 4     | 95 o +  | 0     |
| 0     | 90 a 94 | 0     |
| 0     | 85 a 89 | 4     |
| 0     | 80 a 84 | 12    |
| 12    | 75 a 79 | 16    |
| 16    | 70 a 74 | 12    |
| 36    | 65 a 69 | 28    |
| 20    | 60 a 64 | 36    |
| 40    | 55 a 59 | 32    |
| 56    | 50 a 54 | 76    |
| 60    | 45 a 49 | 44    |
| 64    | 40 a 44 | 52    |
| 80    | 35 a 39 | 80    |
| 52    | 30 a 34 | 48    |
| 24    | 25 a 29 | 32    |
| 60    | 20 a 24 | 40    |
| 28    | 15 a 19 | 32    |
| 76    | 10 a 14 | 44    |
| 52    | 5 a 9   | 68    |
| 60    | 0 a 4   | 32    |

## Economia
El 2007 la població en edat de treballar era de 1.016 persones, 758 eren actives i 258 eren inactives. De les 758 persones actives 723 estaven ocupades (389 homes i 334 dones) i 35 estaven aturades (21 homes i 14 dones). De les 258 persones inactives 75 estaven jubilades, 128 estaven estudiant i 55 estaven classificades com a «altres inactius».

### Ingressos
El 2009 a Le Val-Saint-Germain hi havia 515 unitats fiscals que integraven 1.456,5 persones, la mediana anual d'ingressos fiscals per persona era de 28.466 €.

### Activitats econòmiques
Dels 63 establiments que hi havia el 2007, 1 era d'una empresa extractiva, 2 d'empreses de fabricació d'altres productes industrials, 7 d'empreses de construcció, 9 d'empreses de comerç i reparació d'automòbils, 4 d'empreses de transport, 2 d'empreses d'hostatgeria i restauració, 2 d'empreses d'informació i comunicació, 3 d'empreses financeres, 4 d'empreses immobiliàries, 17 d'empreses de serveis, 7 d'entitats de l'administració pública i 5 d'empreses classificades com a «altres activitats de serveis».
Dels 11 establiments de servei als particulars que hi havia el 2009, 4 eren paletes, 1 fusteria, 1 lampisteria, 1 electricista, 1 restaurant, 2 agències immobiliàries i 1 saló de bellesa.
Dels 5 establiments comercials que hi havia el 2009, 1 era una botiga de més de 120 m², 2 carnisseries, 1 una peixateria i 1 una joieria.
L'any 2000 a Le Val-Saint-Germain hi havia 3 explotacions agrícoles que ocupaven un total de 744 hectàrees.

## Equipaments sanitaris i escolars
El 2009 hi havia 1 escola maternal i 1 escola elemental.

## Poblacions més properes
El següent diagrama mostra les poblacions més properes.